# Líbia Italiana
Líbia Italiana (em italiano:  Libia Italiana; em árabe: ليبيا الإيطالية; romaniz.: Libiya Al-Italiyyah)  foi uma colônia unificada da África do Norte Italiana (África Settentrionale Italiana, ou ASI), criada em 1934, no que representa a Líbia atual.
A Líbia Italiana foi formada a partir das colônias da Cirenaica e Tripolitânia, que foram tomadas pela Itália do Império Otomano em 1912 após a Guerra ítalo-turca de 1911-1912. Ambas, Cirenaica e Tripolitânia, juntamente com a Fazânia, foram incorporadas a Líbia italiana em 1934.
A colônia expandiu após concessões feitas pela colônia britânica do Sudão Anglo-Egípcio e um acordo territorial com o Egito. A Líbia foi perdida pelos italianos em 1943, quando foi ocupada pelas forças aliadas na Segunda Guerra Mundial.

O crescimento territorial da Líbia italiana: território cedido pelo Império Otomano em 1912 (verde-escuro), mas efetivamente controlado pela Itália apenas cinco portos (preto), territórios cedidos pela França e pela Grã-Bretanha em 1919 e 1926 (verde claro), territórios cedidos pela França e pela Grã-Bretanha em 1934-35 (vermelho)